# Locomotiva FS 905
Le locomotive gruppo 905 erano locotender a vapore saturo, a 2 cilindri e a semplice espansione, che le Ferrovie dello Stato  progettarono e costruirono pochi anni dopo la loro costituzione.

## Storia
Le locomotive del gruppo 905, sono il frutto dell'ultimo progetto, del 1904, approntato dall'Ufficio Studi di Firenze della Rete Adriatica ma non realizzato; questo venne ripreso qualche anno dopo dall'Ufficio Studi di Firenze delle Ferrovie dello Stato nato in seguito alla unificazione e nazionalizzazione delle ferrovie nel 1905. Il primo lotto di 24 locomotive venne commissionato alla prestigiosa fabbrica Maffei di Monaco di Baviera che le consegnò tra il 1908 e il 1909. Le locomotive nascevano dalla necessità immediata di disporre di locomotive versatili e abbastanza veloci per l'uso sulle linee centro-meridionali allo scopo di sostituire le ormai insufficienti 851 e 870 ereditate in gran numero dalle vecchie società ferroviarie, di prestazioni scarse in potenza e velocità per il vasto programma di potenziamento ed ammodernamento della rete nazionale previsto dal direttore Riccardo Bianchi. Erano state infatti ordinate nuove carrozze a carrelli a cassa metallica per sostituire le obsolete carrozze a terrazzini di legno e a due assi e occorreva quindi una locomotiva più potente. Il secondo lotto di locomotive venne commissionato alla impresa nazionale Breda che tra 1910 e 1912 ne costruì ben 60 unità.
Le 905 svolsero onorevole servizio in molti impianti e linee appenniniche dell'Italia centrale e meridionale. Svolsero servizio anche sulle linee interne della Sicilia. Gli accantonamenti iniziarono negli anni cinquanta ed entro i primi anni sessanta avevano coinvolto l'intero gruppo. Sono sopravvissute solo la Gr.905.032 esposta al Museo di Pietrarsa e la Gr.905.043 salvata in extremis dalla demolizione e tenuta conservata a Lecce.

## Caratteristiche tecniche
Le locomotive 905.xxx erano delle locotender a tre assi motori accoppiati ed un asse anteriore portante che formava un carrello italiano (detto anche carrello Zara) con il primo asse motore; il meccanismo motore era a 2 cilindri esterni, a vapore saturo e a semplice espansione. La caldaia aveva una pressione di 12 bar, e permetteva lo sviluppo di ben 540 CV alla velocità di 45 km/h raggiungendo agevolmente la velocità massima di 70 km/h. Con le scorte di 5.900 litri d'acqua e di 1.800 kg di carbone la locomotiva pesava in servizio 56,2 t. la sua massa aderente di 46 t le permetteva una buona capacità di spunto, all'avviamento, anche su linee piuttosto difficili.
La locomotiva era dotata di apparecchiatura del freno continuo ad aria compressa oltre che del comune freno a mano. Essendo dotata di condotta per il riscaldamento a vapore delle carrozze era ben atta ad effettuare treni viaggiatori.

## Locomotive conservate
- La locomotiva a vapore 905.043 costruita dalla Breda nel 1911 è conservata nel Museo ferroviario della Puglia a Lecce[1].
- La locomotiva a vapore 905.032, anch'essa costruita dalla Breda, nel 1910 è conservata nel Museo nazionale ferroviario di Pietrarsa.